# Шаландон, Альбен
Альбен Шаландон (фр. Albin Chalandon; 11 июня 1920[…], Рерьё, Эн — 29 июля 2020[…], Ле-Менюль) — французский политик, министр юстиции (1986—1988).

## Биография
Родился 11 июня 1920 года, сын мэра города Рерьё, учился в парижском лицее Кондорсе, затем получил высшее филологическое и философское образование. С 23 лет участвовал в Сопротивлении, командовал ротой маки в лесистой местности близ Орлеана. Был ранен, в 1944 году участвовал в освобождении Парижа.
После войны начал карьеру на государственной службе с должности в Финансовой инспекции, работал в переходном правительстве Леона Блюма, в 1948 году вступил в голлистское Объединение французского народа. В 1952 году основал Коммерческий банк Парижа (Banque commerciale de Paris), который возглавлял с 1964 по 1968 год. В 1958—1959 году являлся генеральным секретарём голлистской партии Союз за новую республику, в 1974—1975 годах — помощник генерального секретаря Союза демократов в поддержку республики. С 1968 по 1976 год являлся депутатом Национального собрания Франции от департамента О-де-Сен, в 1986 году был избран депутатом от департамента Нор, но отказался от мандата, приступив к работе в правительстве.
1968 год — министр промышленности в четвёртом правительстве Помпиду.
1968—1972 годы — министр инфраструктуры и жилищного строительства в правительстве Кув де Мюрвиля и правительстве Шабан-Дельмаса.
1986—1988 годы — министр юстиции во втором правительстве Ширака.
В 2010 году помещался под домашний арест в ходе расследования деятельности нантской компании Visionex, занимавшейся установкой стационарных терминалов бесплатного доступа в Интернет (к этой компании имел отношение сын Шаландона).
Скончался 29 июля 2020 года в возрасте 100 лет.

## Личная жизнь
В 1951 году женился на княжне Саломе Мюрат, в их семье было трое детей. После смерти жены в 2016 году женился на Катрин Ней.